# カーニバル・スピリット
カーニバル・スピリット（Carnival Spirit）は、カーニバル・クルーズ・ライン（CCL）が運航しているクルーズ客船。

## 概要
カーニバル・スピリット級の1番船で、2001年4月11日、フィンランドのクヴァルネル・マサ造船所ヘルシンキ造船所で竣工。船価は3億7500万ドル。
4月29日のパナマ運河クルーズでデビュー以降、夏期はアラスカクルーズ、冬期はハワイ、メキシカン・リビエラクルーズ等に就航している。
本船はカーニバル・コーポレーションが先にコスタ・クルーズ向けに建造したコスタ・アトランティカ級とほぼ同型で、主機には同じく環境に配慮してNOx排出量を低減させたヴァルチーラ 9L46D型ディーゼルを採用、また客室数は1062室で、うち80%が海側客室（アウトサイド・キャビン）であり、その70%はバルコニー付きである。
その後同型の2番船が2001年12月、3番船が2002年、4番船が2004年に建造された。

## 同型船
2番船 「カーニバル・プライド（Carnival Pride）」
2001年12月12日竣工。
3番船 「カーニバル・レジェンド（Carnival Legend）」
2002年8月14日竣工。
4番船 「カーニバル・ミラクル（Carnival Miracle）」
2004年2月9日竣工。